# Беднее церковной мыши
«Беднее церковной мыши» (исп. Más pobre que una laucha) — аргентинский фильм режиссера Хулио Сарасени, продолжающий вечную тему "Золушки"  со знаменитой актрисой и певицей Лолитой Торрес в главной роли. По жанру он является интересной комбинацией  музыкальной комедии и весьма пародийного триллера. Сценарий Абеля Санта Круса является переработкой комедии Ладишлаша Фодора "Arm wie eine Kirchenmaus".

## Сюжет
Безработная секретарша Аналия Суарес с огромным трудом получает работу секретаря президента парфюмерной компании Хорхе Мендеса Давилы. Уже с самого начала работы ей удается проявить свои выдающиеся деловые качества, проведя собрание членов правления фирмы так, что они утвердили достаточно спорный проект Мендеса Давилы о покупке контрольного пакета акций некой французской парфюмерной фабрики.
Восхищенный ее работой Мендес Давила решил взять ее с собой в Париж для совершения данной сделки вместо заместителя Тапии. Вместе с шефом и Аналией во Францию едут также сын президента Фернандо, который больше интересуется не коммерцией, а живописью и которого отец приучает к бизнесу, и другой заместитель - Сапорити (типаж, весьма похожий на героев де Фюнеса). Однако, приключения только начинаются.
Во Франции наша четверка сталкивается с противодействием конкурентов, не брезгующих и прямой уголовщиной, но все заканчивается счастливым концом, как и требуется в комедии...
.

## В ролях
- Лолита Торрес — Аналия Суарес
- Жорж Риго — Хорхе Мендес Давила
- Альберто Дальбес — Фернандо, его сын
- Рамон Гарай — Форестьен Сапорити
- Хулио Бланкет — принц Ахмед Сайгон
- Нила Кара — мадам Паташон
- Антонио Провитило — Беньямин Тапиа
- Нелли Принс — бывшая секретарша Мендеса Давилы
- Герман Вега — секретарь принца Сайгона

## Съёмочная группа
- Автор сценария: Абель Санта Крус
- Режиссёр: Хулио Сарасени
- Оператор: Роке Гьяковино
- Композитор: Тито Рибера
- Балетмейстер: Димас Гарридо
- Монтажёр: Игинио Веччионе